# Королевство Этрурия
Короле́вство Этру́рия (итал. Regno di Etruria) — историческое государство на территории Италии, существовавшее на большей части территории Тосканы с 1801 по 1807 год. Его название произошло от древней Этрурии.
Государство было создано Аранхуэсским договором, подписанным 21 марта 1801 года после того, как Тоскана пала. Ветви Бурбонов, правившей в Парме, была компенсирована потеря территорий в северной Италии, занятых Наполеоном в 1796 году; в обмен на отказ герцога Пармского Фердинанда от претензий на эти территории. Его сын Людовик получил трон короля Этрурии, созданной из земель Великого герцогства Тосканского. Великий герцог Тосканский Фердинанд III был свергнут, ему выделили землю, конфискованную у архиепископа Зальцбурга.
Первый король, Людовик I, умер в 1803 году, и трон занял его сын Карл Людовик (под именем Людовик II). Его мать, Мария Луиза, стала при нём регентом. В 1807 году Наполеон, после безуспешных попыток уговорить своего брата Люсьена развестись с Александриной де Блешам ради брака с Марией Луизой и принять корону, присоединил Королевство Этрурия к Франции, создав на его месте три новых департамента.
Людовику II и его матери был обещан трон гипотетического королевства Северная Лузитания на севере Португалии, но из-за разрыва между Наполеоном и Испанскими Бурбонами в 1808 году этот план не был реализован.
После падения Наполеона в 1814 году Тоскана была возвращена прежнему Великому Герцогу. В 1815 году от Тосканы было отделено герцогство Лукка. Им управляли пармские Бурбоны, пока в 1847 году не восстановили свою власть в Парме.